# Phosphorus virescens
Phosphorus virescens là một loài bọ cánh cứng trong họ Cerambycidae.